# Бивень
Би́вень — растущий на протяжении всей жизни организма видоизменённый зуб (клык или резец), состоящий из дентина. Бивни широко представлены среди различных хоботных млекопитающих. У них бивни — это верхние и/или нижние резцы (у современных видов — только верхние). Бивнями называют также клыки нарвалов (у которых они сильно видоизменены), моржей и свинообразных, клыки и резцы бегемотов, резцы дюгоней. Среди современных животных бивни имеются только у некоторых млекопитающих; кроме того, бивнями обладали многие дицинодонты — немаммальные синапсиды, жившие в пермском и триасовом периодах.
У индийских слонов длина бивней достигает 1,6 м при массе до 25 кг. У африканских слонов бивни крупнее. Самый крупный из известных бивней африканского слона достигал длины 4,1 м при массе 148 кг.
Бивни являются объектом браконьерского промысла, из-за которого популяции слонов одно время были даже на грани вымирания, хотя лучшими сортами так называемой «слоновой кости» считаются зубы бегемотов.
Бивни могут служить животному оружием для защиты от врагов или нападения. Они также используются в качестве орудия для добывания пищи (у моржей и слонов). Ещё бивни могут служить приспособлением для передвижения. Например, моржи с помощью бивней забираются на скользкие льдины.
Слово «бивень» образовано с помощью суффикса -ень от глагола «бивать», то есть «много бить». Названы, собственно, по выполняемой ими функции.

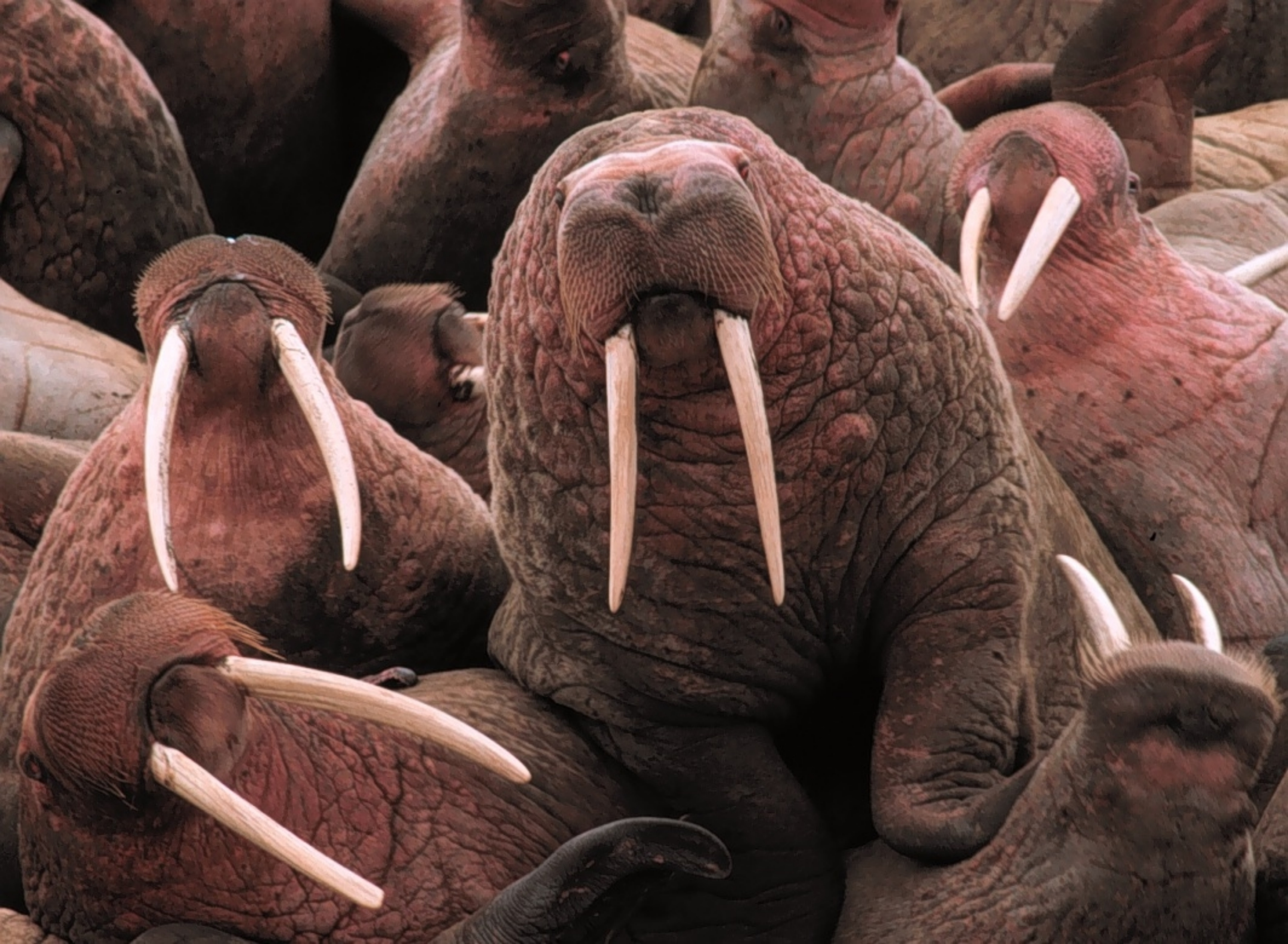
Бивни у моржей
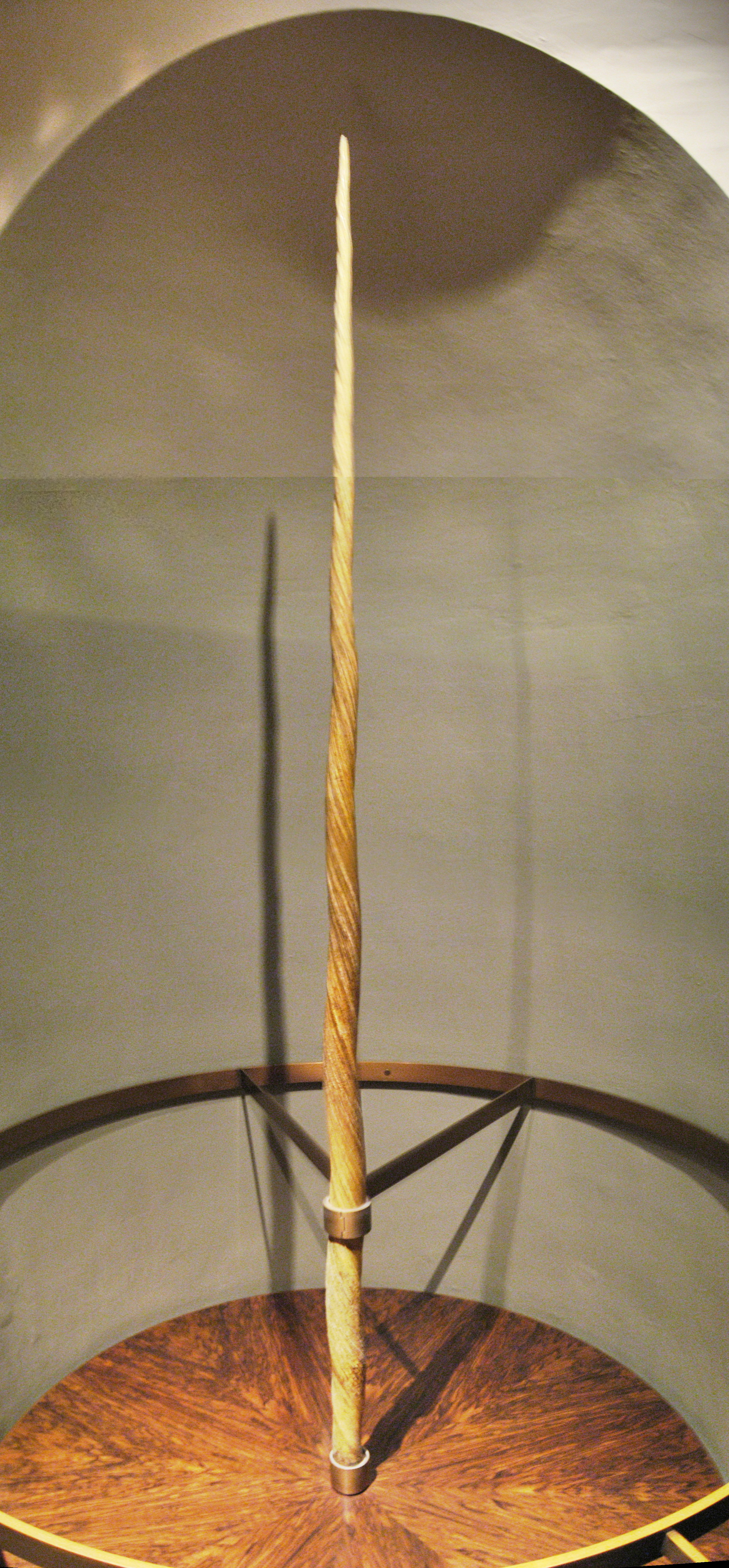
Бивень нарвала
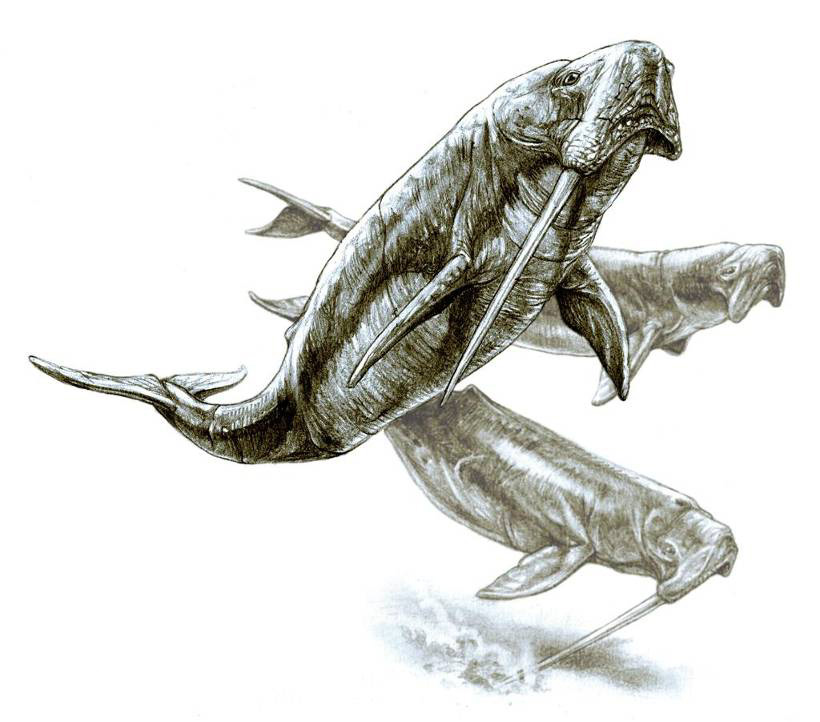
Бивни у вымершего китообразного Odobenocetops
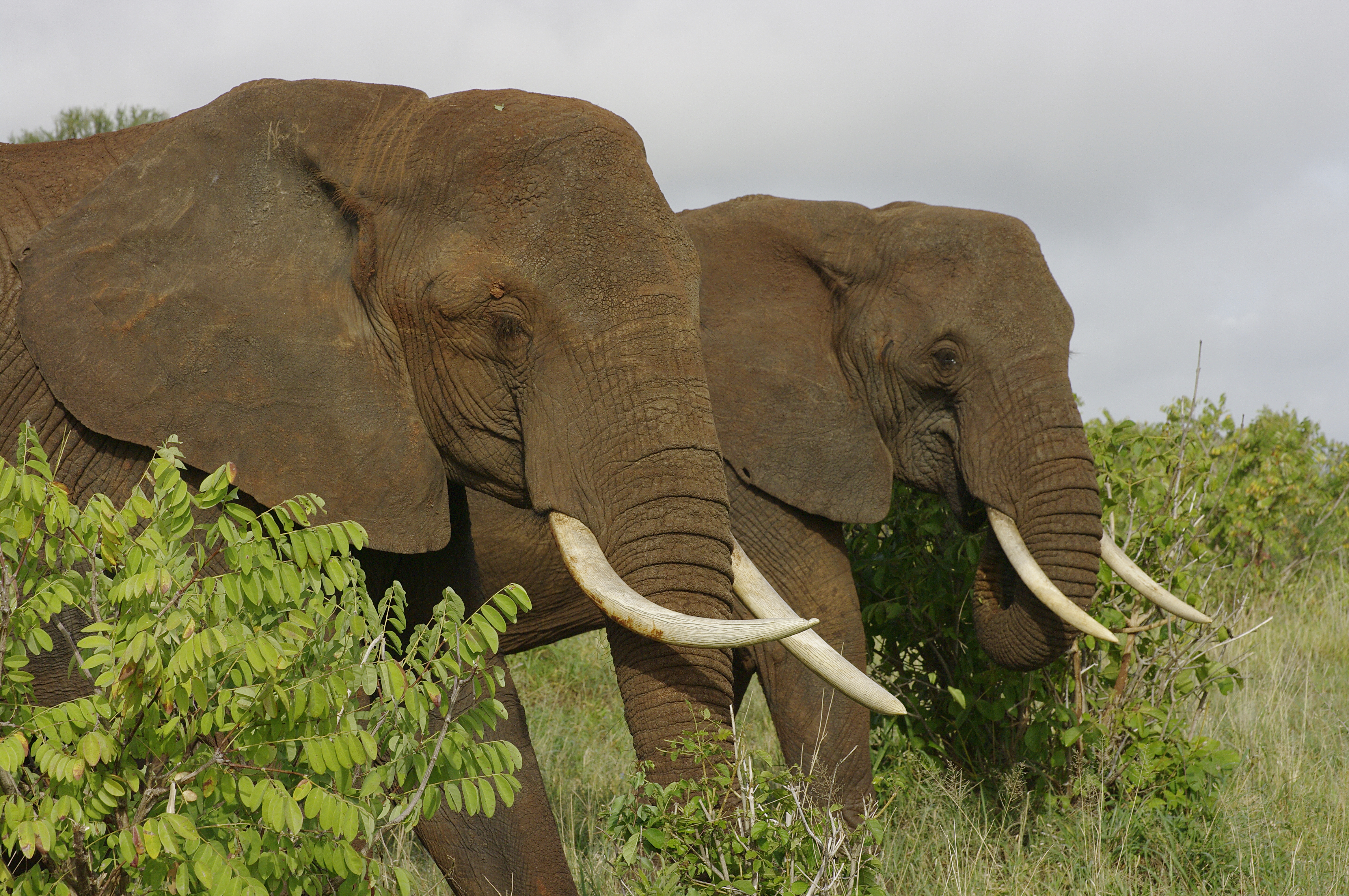
Бивни у африканских слонов
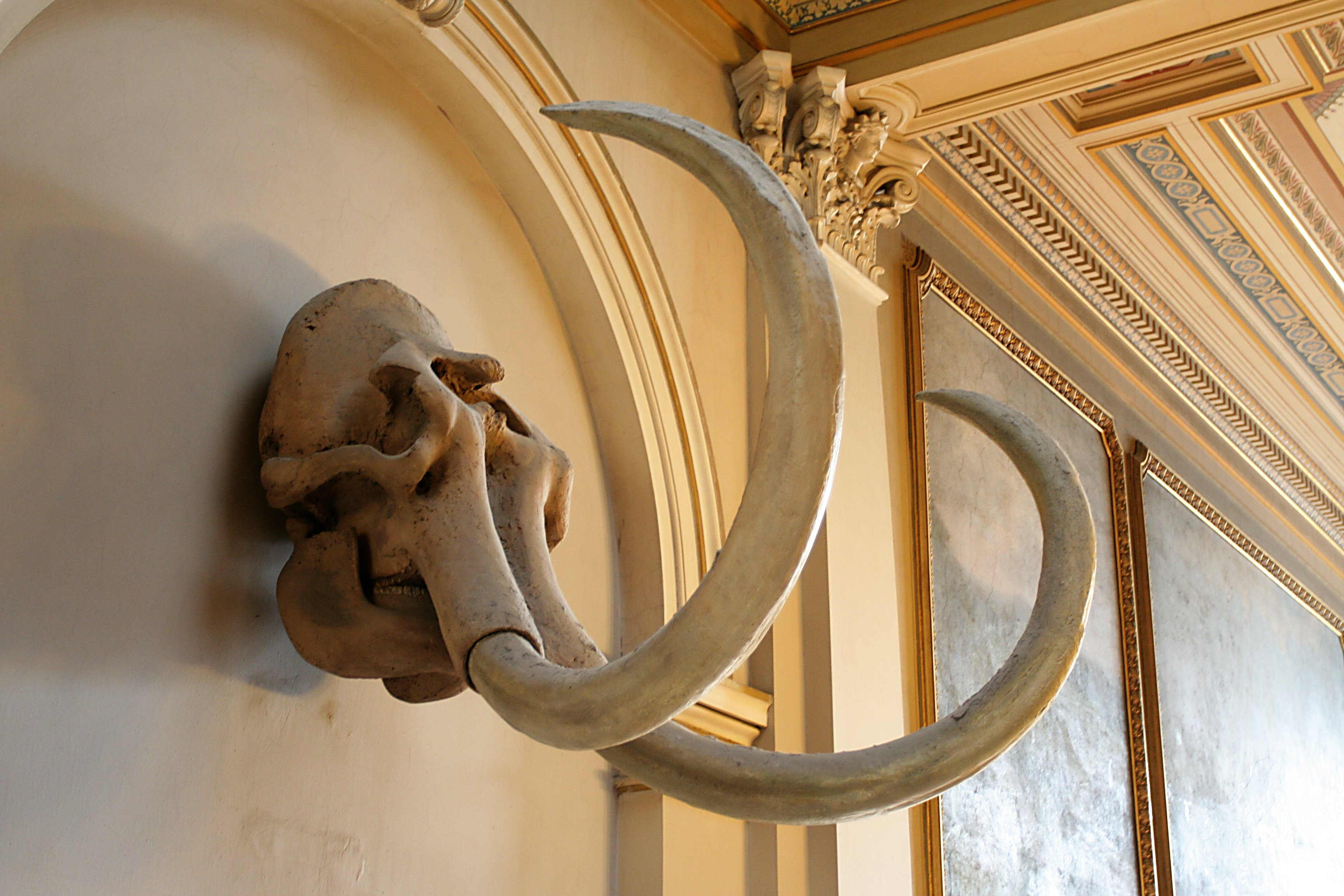
Бивни мамонта
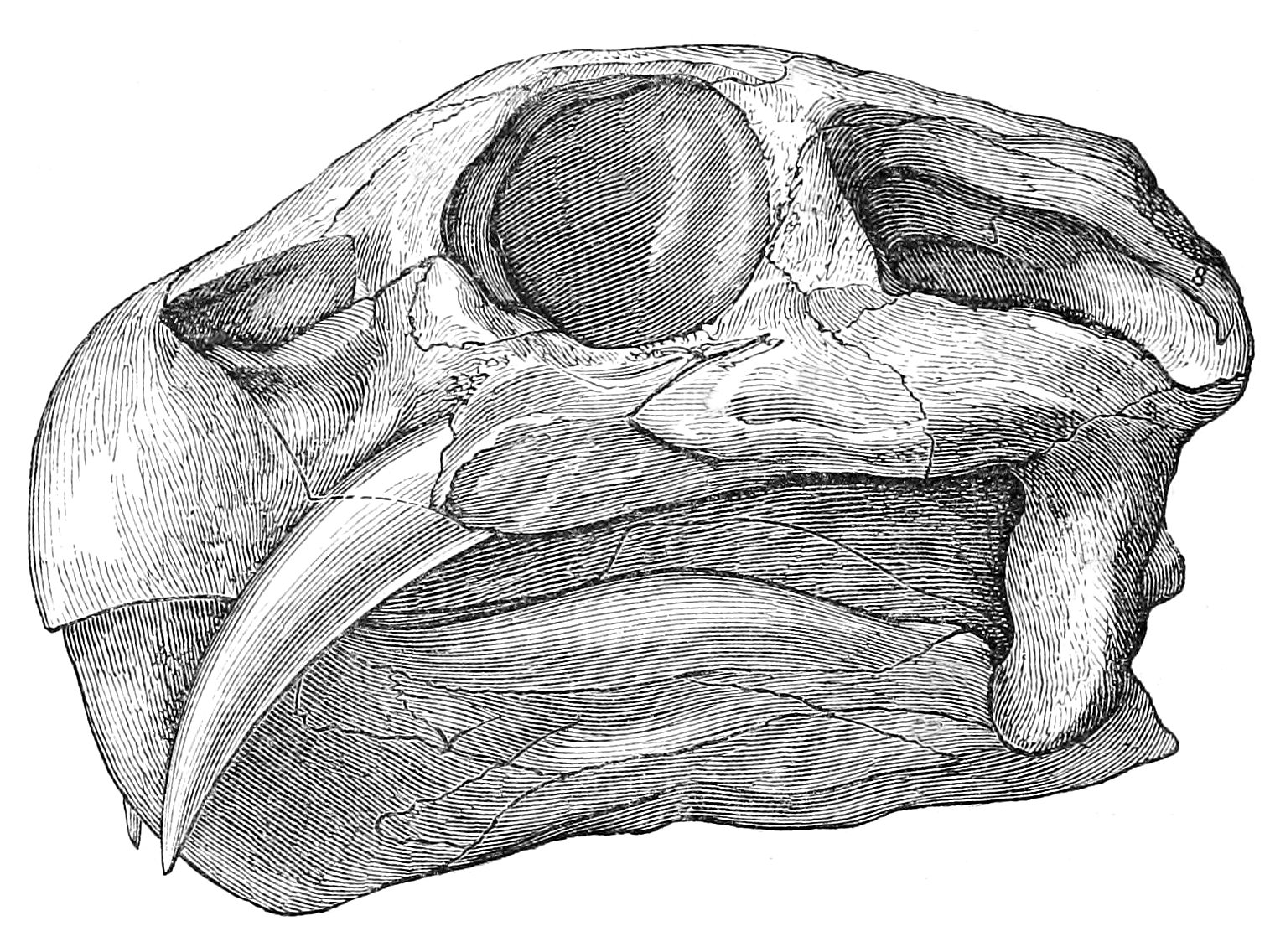
Череп немаммального синапсида Dicynodon lacerticeps с бивнями